# The Arms Peddler
The Arms Peddler (牙の旅商人, Kiba no Tabishōnin) est un manga écrit par Kyōichi Nanatsuki  et dessiné par Night Owl. Il est prépublié depuis mai 2010 dans le magazine Young Gangan de l'éditeur Square Enix, et sept tomes sont sortis au 25 juillet 2015. La version française est éditée par Ki-oon depuis le 9 février 2012.
Après presque deux années d'interruption, la prépublication de la série reprend le 5 décembre 2014 dans le no 24 du Young Gangan pour s'interrompre à nouveau début 2016. Il reprend à nouveau le 3 février 2017 avant de s'interrompre.

## Synopsis
Le monde est devenu une zone de non-droit, une terre désolée où grouillent démons et criminels de tout poil. Au bord d'une route, la famille de Sona Yuki est assassinée par des bandits dirigés par un homme dénommé "Hydra" arborant un tatouage représentant un serpent sur le torse. Marqué au fer rouge sur la main par ce dernier, le jeune garçon agonise dans un désert aride quand surgit Garami, une marchande d'armes qui lui propose un choix cruel : céder à la facilité en s'abandonnant à la mort ou bien choisir la survie dans un monde hostile et sans merci.
Lorsqu'il accepte cette main tendue, Sona découvre que l'inconnue n'a pas menti : jusqu'à ce qu'il ait remboursé sa dette, il restera l'esclave de la jeune femme. Son destin est désormais lié à celui de Garami… et plus d'une fois au cours de leur périple, il regrettera de ne pas avoir préféré la mort…

## Personnages
Sona Yuki (ソーナ・ユーキ, Sōna Yūki) est un jeune garçon d'une dizaine d'années, qui après avoir perdu ses parents tués par les bandits commandés par "Hydra", est marqué au fer rouge du symbole de son bourreau. Il est devenu en quelque sorte le larbin de Garami après que celle-ci lui ai évité une mort certaine, et n'a d'autres choix que de suivre sa nouvelle maîtresse où qu'elle aille afin d'effacer sa dette de 100 pièces d'or. Il souhaite à tout prix venger ses parents assassinés. Il s'entraîne alors et apprend de Garami et des différentes péripéties qu'il rencontre. Il devient membre à part entière de la guilde des armuriers dans le tome 3. Il est le narrateur de l'histoire, dans le tome 6 on apprend qu'il l'écrit en l'an 613 du cataclysme et il nous fait savoir qu'il regrette certains de ses choix.
Garami (ガラミィ, Garamyi) est une marchande d'armes, la plus puissante de la guilde des armuriers. Elle « sauve » Sona d'une mort certaine. En contrepartie, il doit lui rembourser 100 pièces d'or. Elle possède un caractère qui lui est bien propre. En effet, elle est de nature froide, sombre et surtout n'a aucun scrupule (ce que l'on remarque après sa rencontre avec Sona Yuki). Cependant elle est loyale et sérieuse, puisqu'elle accomplit toutes les missions de sa guilde des armuriers sans se plaindre et n'accepte jamais plus d'argent qu'il n'était convenu. Plusieurs clients demandent que ce soit elle qui accomplisse la commande. Elle porte sur son dos une grande épée emballée, elle n'autorise personne à y toucher. Garami est aussi à la recherche des grimoires des clés, ouvrages pour le moment mystérieux. Du fait de sa grande beauté et de sa force, on peut l'assimiler à une femme fatale.
Graga (グラーガ, Gurāga) est le chef de la tribu des Garons, une race d’humanoïdes aux allures de bêtes féroces, et également le guerrier le plus puissant de l'Est de la vallée Garon. Les êtres humains le voient lui et sa tribu comme de simples mangeurs d'hommes du fait de leur physique très différent et de leur puissance démesurée. Graga a été capturé par les Balzaris et a été envoyé dans la prison de Yuga. C'est là qu'il fait la rencontre de Sona Yuki et voit en ses yeux une lumière étrange qui le laisse penser que le jeune garçon est spécial… Il meurt en sauvant Airi, Sona et Garami à Yuga.
Airi (アイリ・エル・カラディアム, Airi Eru Karadiamu) est la jeune fille du même âge de Sona. Elle est la princesse de Caradia et se comporte comme telle. Toujours digne, calme et réfléchie elle ne perd pas son sang-froid même quand elle est capturée et doit être vendue aux enchères laissant derrière elle son peuple et ses hommes qui sont asservis ou bien luttent pour survivre et protéger leur princesse. Elle est sauvée de cette situation par Sona, qui la délivre de la prison où elle était enfermée et l'aide à fuir avec lui et Garami, avec qui elle continuera l'aventure.
Genzo (ゲンゾ) a l'apparence d'un vieil homme chétif, mais il est le chef de la guilde des armuriers. De ce fait, il possède un certain charisme et le comportement d'un chef. Genzo est quelque peu pervers, drôle et sérieux à la fois. Il est respecté par tous les membres de la guilde et considère ceux-ci comme une famille. Il a également été le maître de Garami et se consacre maintenant à la gestion de la guilde et à la fabrication et rénovation de nouvelles armes.
Ride est un jeune homme également membre de la guilde des armuriers. Contrairement à Garami, il n'est pas colporteur mais approvisionneur. Son rôle dans la guilde se résume à parcourir le monde à la recherche de nouvelles armes qui pourront être vendues ou modifiées par la guilde. Il semble être plutôt proche de Garami, qu'il sauve de situations périlleuses à maintes reprises. Il est de nature optimiste, comique sur les bords mais toujours fiable dans les moments importants. Blessé en tentant de protéger Sona, il donnera par la suite sa vie à Hemden pour permettre à Airi, Sona et Garami - envers qui il éprouve des sentiments - de quitter la ville.

## Manga

Logo de l'édition japonaise.

### Liste des volumes et chapitres
| no | Japonais         | Japonais          | Français          | Français          |
| no | Date de sortie   | ISBN              | Date de sortie    | ISBN              |
| --- | ---------------- | ----------------- | ----------------- | ----------------- |
| 1 | 25 novembre 2010 | 978-4-7575-3042-3 | 9 février 2012    | 978-2-35592-353-1 |
| Liste des chapitres : - Stigmate 1 : La marchande d'armes - Stigmate 2 : Le dieu de la pluie - Stigmate 3 : La forteresse en ruines - Stigmate 4 : Le marché de Yuga (1) - Stigmate 5 : Le marché de Yuga (2) - Stigmate 6 : Le marché de Yuga (3) - Stigmate 7 : Le marché de Yuga (4) |                  |                   |                   |                   |
| 2 | 25 mars 2011     | 978-4-7575-3179-6 | 12 avril 2012     | 978-2-35592-375-3 |
| Liste des chapitres : - Stigmate 8 : Le château de Yuga (1) - Stigmate 9 : Le château de Yuga (2) - Stigmate 10 : Le château de Yuga (3) - Stigmate 11 : Le château de Yuga (4) - Stigmate 12 : Le château de Yuga (5) - Stigmate 13 : Dans les entrailles de la terre (1) - Stigmate 14 : Dans les entrailles de la terre (2) |                  |                   |                   |                   |
| 3 | 25 août 2011     | 978-4-7575-3348-6 | 14 juin 2012      | 978-2-35592-400-2 |
| Liste des chapitres : - Stigmate 15 : Le couloir aux illusions (1) - Stigmate 16 : Le couloir aux illusions (2) - Stigmate 17 : Le couloir aux illusions (3) - Stigmate 18 : Les chasseurs de primes (1) - Stigmate 19 : Les chasseurs de primes (2) - Stigmate 20 : Les chasseurs de primes (3) - Stigmate 21 : La forêt noire (1) - Stigmate 22 : La forêt noire (2)                                                                                  |                  |                   |                   |                   |
| 4 | 25 janvier 2012  | 978-4-7575-3491-9 | 30 août 2012      | 978-2-35592-427-9 |
| Liste des chapitres : - Stigmate 23 : La forêt noire (3) - Stigmate 24 : La forêt noire (4) - Stigmate 25 : Le manoir de la nuit éternelle (1) - Stigmate 26 : Le manoir de la nuit éternelle (2) - Stigmate 27 : Le manoir de la nuit éternelle (3) - Stigmate 28 : Le manoir de la nuit éternelle (4) - Stigmate 29 : Le manoir de la nuit éternelle (5) - Stigmate 30 : Le manoir de la nuit éternelle (6) - Chapitre spécial : Le manoir des brumes |                  |                   |                   |                   |
| 5 | 25 juin 2012     | 978-4-7575-3639-5 | 22 novembre 2012  | 978-2-35592-465-1 |
| Liste des chapitres : - Stigmate 31 : Au bout de la nuit (1) - Stigmate 32 : Au bout de la nuit (2) - Stigmate 33 : Au bout de la nuit (3) - Stigmate 34 : Au bout de la nuit (4) - Stigmate 35 : Au bout de la nuit (5) - Stigmate 36 : Au bout de la nuit (6) - Stigmate 37 : La route des défunts (1) - Stigmate 38 : La route des défunts (2) - Stigmate 39 : La route des défunts (3) - Stigmate 40 : La frontière de la mort (1)                  |                  |                   |                   |                   |
| 6 | 24 novembre 2012 | 978-4-7575-3798-9 | 14 février 2013   | 978-2-35592-491-0 |
| Liste des chapitres : - Stigmate 41 : La frontière de la mort (2) - Stigmate 42 : La frontière de la mort (3) - Stigmate 43 : La frontière de la mort (4) - Stigmate 44 : La frontière de la mort (5) - Stigmate 45 : La frontière de la mort (6) - Stigmate 46 : La ville des sacrifiés (1) - Stigmate 47 : La ville des sacrifiés (2) - Stigmate 48 : La ville des sacrifiés (3) - Stigmate 49 : La ville des sacrifiés (4)                           |                  |                   |                   |                   |
| 7 | 25 juillet 2015  | 978-4-7575-4649-3 | 10 septembre 2015 | 978-2-35592-553-5 |
| Liste des chapitres : - Stigmate 50 : De l'autre côté de la porte (1) - Stigmate 51 : De l'autre côté de la porte (2) - Stigmate 52 : De l'autre côté de la porte (3) - Stigmate 53 : De l'autre côté de la porte (4) - Stigmate 54 : De l'autre côté de la porte (5) - Stigmate 55 : De l'autre côté de la porte (6) - Stigmate 56 : De l'autre côté de la porte (7) - Chapitre spécial : La nuit du cimeterre                                         |                  |                   |                   |                   |

## Distinction
- 2014 : Grand prix de l'Imaginaire catégorie manga[5].

### Édition japonaise
Square Enix
1. 1 2  (ja) « Tome 1 »
2. 1 2  (ja) « Tome 2 »
3. 1 2  (ja) « Tome 3 »
4. 1 2  (ja) « Tome 4 »
5. 1 2  (ja) « Tome 5 »
6. 1 2  (ja) « Tome 6 »
7. 1 2  (ja) « Tome 7 »

### Édition française
Ki-oon
1. 1 2  (fr) « Tome 1 »
2. 1 2  (fr) « Tome 2 »
3. 1 2  (fr) « Tome 3 »
4. 1 2  (fr) « Tome 4 »
5. 1 2  (fr) « Tome 5 »
6. 1 2  (fr) « Tome 6 »
7. 1 2  (fr) « Tome 7 »